# Rouge (chanson de Michel Sardou)
Pour les articles homonymes, voir Rouge (homonymie).
Pistes de Io Domenico
Les Deux Écoles Le Verre vide
Rouge est une chanson de Michel Sardou sortie en 1984 sur l'album Io Domenico, resté numéro 1 des ventes durant 9 semaines. 
Elle sort en format 45 tours promotionnel l'année suivante, extraite de l'enregistrement live Concert 85, avec en face B le titre Parce que c'était lui, parce que c'était moi,. Elle fait régulièrement partie des concerts du chanteur depuis sa sortie.

## Paroles et musique
Le texte est rédigé avec Didier Barbelivien, un de ses nouveaux collaborateurs de l'époque, et la composition du morceau est effectuée par Jacques Revaux. La chanson fonctionne comme une peinture de la couleur rouge à travers une répétition anaphorique du motif de comparaison « Rouge comme [...] ». Cette couleur est ainsi associée à la nature (coucher de soleil, mer de Judée, sang...), aux émotions (colère, honte), à l'amour (lèvres de femme) ou encore aux arts (violons, théâtre...).
Les paroles font explicitement ou implicitement, en divers endroits, référence à Arthur Rimbaud et à son œuvre (« Rouge comme le sang de Rimbaud coulant sur un cahier » ; « Rouge comme cette étoile au cœur de ce dormeur couché », rappelant les « deux trous rouges au côté droit » du célèbre Dormeur du val).
La chanson fait la part belle aux synthétiseurs dans son orchestration.

## Versions live
On retrouve l'interprétation de Rouge sur les albums live Concert 85, Concert 87, Bercy 89, Olympia 95, Bercy 98, Bercy 2001, Confidences et retrouvailles - Live 2011 et Live 2013 - Les Grands moments à l'Olympia.
Michel Sardou chante également Rouge lors de la première Tournée d'Enfoirés en 1989.